# Celebret
Celebret (lat. „nechť slaví“) je „doporučující list“ vlastního ordináře nebo představeného, který umožňuje katolickému knězi, aby mohl sloužit (celebrovat) mši svatou mimo území vlastní diecéze.
Povinnost prokazovat se celebretem rektorovi kostela (myslí se tím zde kdokoli, kdo má legitimně na starosti kostel nebo kapli) stanoví Kodex kanonického práva z roku 1983 kánonem 903. Předchozí Kodex z roku 1917 tuto povinnost stanovil kánonem 804. Zjednodušeně řečeno jedná se o typ „kněžské legitimace“ s univerzální platností v katolické církvi.